# (6041) Juterkilian
(6041) Juterkilian est un astéroïde de la ceinture principale aréocroiseur.

## Description
(6041) Juterkilian est un astéroïde aréocroiseur. Il présente une orbite caractérisée par un demi-grand axe de 2,45 UA, une excentricité de 0,33 et une inclinaison de 9,9° par rapport à l'écliptique.

## Compléments